# Isachne
Isachne és un gènere de plantes de la família de les poàcies, ordre de les poals, subclasse de les commelínides, classe de les liliòpsides, divisió dels magnoliofitins.

## Taxonomia
- Isachne angustifolia Nash
- Isachne apoensis Elmer
- Isachne brassii Hitchc.
- Isachne glaziovii Hack.
- Isachne leersioides Griseb.
- Isachne micrantha Merr.
- Isachne pauciflora Hack.
- Isachne petelotii A. Camus
- Isachne stricta Elmer